# Wyżyna Wołyńska

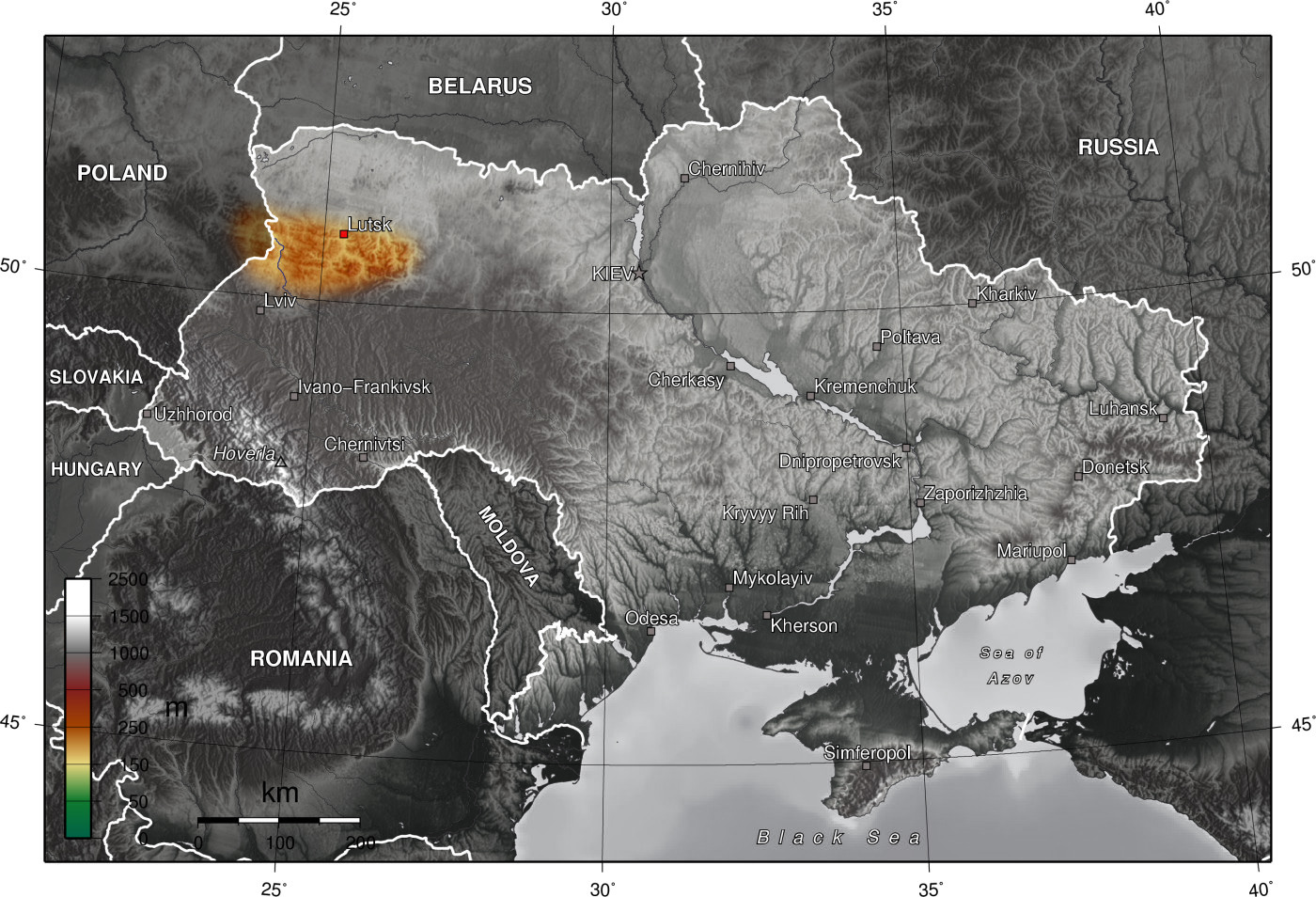
Położenie Wyżyny Wołyńskiej (pomarańczowy wielobok) na terenie Polski i Ukrainy

Wyżyna Wołyńska (851.1) – makroregion fizycznogeograficzny, wyżyna znajdująca się na zachodzie Ukrainy i we wschodniej Polsce, pomiędzy dorzeczem Huczwy (dopływ Bugu) i Korczyka (dorzecze Słuczy). Wchodzi w skład Wyżyny Wołyńsko-Podolskiej.
Na północy graniczy z Niziną Poleską (granicą jest stromy uskok o wysokości 30–50 m), na południu z równiną Małego Polesia.
Średnia wysokość 220–250 m n.p.m., maksymalna 361 m n.p.m. (358 m według dawniejszych danych) w Paśmie Pełczańskim. 
Wyżyna Wołyńska dzieli się na:
851.11 Grzęda Horodelska
851.12 Kotlina Hrubieszowska
851.13 Grzęda Sokalska
851.14 Pasmo Pełczańsko-Mizockie
851.15 Padół Horochowski
851.16 Wyżyna Łucko-Równieńska
851.17 Wyżyna Kozodawska

## Wyżyna Wołyńska w granicach Polski
W granicach Polski znajduje się tylko niewielki, skrajnie zachodni fragment Wyżyny Wołyńskiej. W jego skład wchodzą trzy mezoregiony, mające przedłużenie po stronie ukraińskiej. Od północy są to:
- Grzęda Horodelska – mezoregion pokryty ciągłą warstwą lessów o miąższości uznawanej za największą w skali Polski dochodzącą do 30 metrów[4],
- Kotlina Hrubieszowska – mezoregion będący częścią ciągu równoleżnikowych obniżeń o genezie krasowej,
- Grzęda Sokalska – mezoregion złożony z szeregu podłużnych garbów zbudowanych ze skał górnokredowych przykrytych ciągłą warstwą lessów[5].